# Thonac
Thonac település Franciaországban, Dordogne megyében. Lakosainak száma 268 fő (2022. január 1.). Thonac Fanlac, Saint-Léon-sur-Vézère, Montignac-Lascaux, Valojoulx és Sergeac községekkel határos.

## Népesség
A település népessége az elmúlt években az alábbi módon változott:
| Lakosok száma | 197  | 248  | 257  | 255  | 259  | 257  | 252  | 250  | 256  | 268  |
|               | 1968 | 1982 | 1990 | 2006 | 2013 | 2015 | 2017 | 2019 | 2020 | 2022 |